# Vapore saturo
Un fluido si trova nello stato di vapore saturo quando si crea una condizione di equilibrio tra una fase condensata (solido o liquido) ed una fase gassosa (vapore), in cui il numero di particelle (o meglio "entità molecolari") che dalla fase condensata passano alla fase gassosa è uguale al numero di quelle che condensano.
Nel caso di un sistema composto da liquido e vapore in condizione di vapore saturo, la pressione esercitata dal vapore sul liquido prende il nome di pressione di vapore saturo.
Al fluido in condizioni di vapore saturo corrispondono certi valori massimi di temperatura e pressione (dipendenti dal fluido in esame) oltre i quali, all'aumentare della temperatura, lo stesso fluido passa nelle condizioni di vapore surriscaldato.
Per conoscere in quali condizioni di temperatura, pressione e volume si ha il passaggio da stato di vapore saturo e surriscaldato si può fare riferimento al diagramma di stato della sostanza in esame.

## Trattazione termodinamica
Da un punto di vista molecolare, l'evaporazione consiste nella fuga di molecole veloci dalla superficie di un liquido. Quando il liquido si trova alla temperatura T (misurata in kelvin), le molecole hanno energia di traslazione che in media è uguale a 3/2kT.
Se il vapore viene continuamente soffiato via, il processo di evaporazione procede in tempi molto rapidi, poiché le molecole veloci vengono sottratte al liquido e l'energia cinetica delle molecole restanti diminuisce.
Quando invece il vapore rimane sopra il liquido alcune molecole allo stato di vapore riescono a ricondensare.
Se l'evaporazione avviene in un ambiente chiuso, all'inizio vi sarà una rapida evaporazione di molecole dal liquido.
Se un ambiente costituito da aria e acqua diventa saturo di vapore, il vapore raggiunge la massima concentrazione di vapore acqueo permessa per la temperatura a cui si trova, cioè la fase liquida e la fase vapore sono in mutuo equilibrio e quindi in uno stato di equilibrio stabile.

## Applicazioni
Nella pratica progettuale, il vapore viene portato nelle condizioni di vapore surriscaldato poiché da un punto di vista termodinamico produce maggiori rendimenti rispetto a trasformazioni termodinamiche che impiegano vapore sotto forma di vapore saturo.
Questo è ciò che per esempio avviene nelle centrali termoelettriche con più spillamenti. Nei cicli termodinamici che si realizzano in queste centrali infatti il vapore attraversa diverse fasi di riscaldamento e surriscaldamento in caldaia prima di essere reimmesso in turbina.
In molte applicazioni industriali (ad esempio centrali termoelettriche, turbine) il fluido a cui si fa riferimento è l'acqua. Attraverso lo studio delle trasformazioni dell'acqua (per cui sono note facilmente condizioni di temperatura, pressione, entropia ed entalpia specifiche nelle varie fasi di un ciclo termodinamico) è anche possibile approssimare lo studio di molte altre sostanze impiegate.
Il livello di acqua presente nel vapore nelle condizioni di vapore saturo si identifica con numeri tra 0 e 1 ed è detto "titolo di vapore".
A seconda del titolo, il vapore può essere distinto in:
- vapore saturo secco: titolo uguale a 1 (indica la completa assenza di acqua);
- vapore saturo umido: titolo minore di uno.

Il vapore saturo umido è il comune vapore che si può osservare in cucina ed è quello che viene generalmente prodotto nelle caldaie, sia a tubi di fumo che a tubi d'acqua.